# Lithium-Nickel-Cobalt-Aluminium-Oxide
Die Lithium-Nickel-Cobalt-Aluminium-Oxide, kurz NCA genannt, bilden eine Stoffgruppe aus Oxiden. Ihre wichtigsten Vertreter sind durch ihre Anwendung in Lithium-Ionen-Akkumulatoren bedeutend. Dort werden sie als Aktivmaterial auf der Pluspolseite eingesetzt, die beim Entladen der Batterie die Kathode ist. Sie sind Mischoxide mit den Kationen des Lithiums, des Nickels, des Cobalts und des Aluminiums. Die wichtigsten Vertreter haben die allgemeine Formel LiNixCoyAlzO2 mit x + y + z = 1. Für die momentan im Handel erhältlichen Akkus mit NCA, die auch in Elektroautos und Elektrogeräten eingesetzt werden, ist x ≈ 0,8, und die Spannung der Akkus liegt bei zwischen 3,6 V und 4,0 V, bei einer Nennspannung von 3,6 V oder 3,7 V. Eine im Jahr 2019 aktuelle Variante der Oxide ist LiNi0,84Co0,12Al0,04O2.

## Eigenschaften
Die nutzbare Kapazität der Ladungsspeicherung von NCA liegt bei etwa 180 bis 200 mAh/g. Dies liegt deutlich unterhalb der theoretischen Werte; für LiNi0,8Co0,15Al0,05O2 ist dieser 279 mAh/g. Die Kapazität von NCA ist aber deutlich höher als alternativer Materialien, z. B. Lithiumcobaltoxid LiCoO2 mit 148 mAh/g, Lithiumeisenphosphat LiFePO4 mit 165 mAh/g und NMC 333 LiNi0,33Mn0,33Co0,33O2 mit 170 mAh/g. Wie LiCoO2 und NMC gehört NCA zu den Kathodenmaterialien mit Schichtstruktur. Aufgrund der hohen Spannung ermöglicht NCA Batterien mit hoher Energiedichte. Ein weiterer Vorteil von NCA ist die hervorragende Schnellladefähigkeit. Nachteile sind die hohen Kosten und die begrenzten Ressourcen an Cobalt und Nickel.
Die beiden Stofftypen NCA und NMC haben verwandte Strukturen, ein recht ähnliches elektrochemisches Verhalten und ähnliche Leistungsdaten, die für beide relativ hohe Energiedichten und relativ hohe Leistungen ermöglichen. Es wird geschätzt, dass die NCA-Batterie des Model 3 zwischen 4,5 und 9,5 kg Cobalt und 11,6 kg Li enthält.
Das mit NCA eng verwandte Lithiumnickeloxid LiNiO2 bzw. das Nickeloxid NiO2 selbst kann bisher nicht als Batteriematerial verwendet werden, da es mechanisch instabil ist, einen schnellen Kapazitätsverlust zeigt und Sicherheitsprobleme hat.

## Verwendung

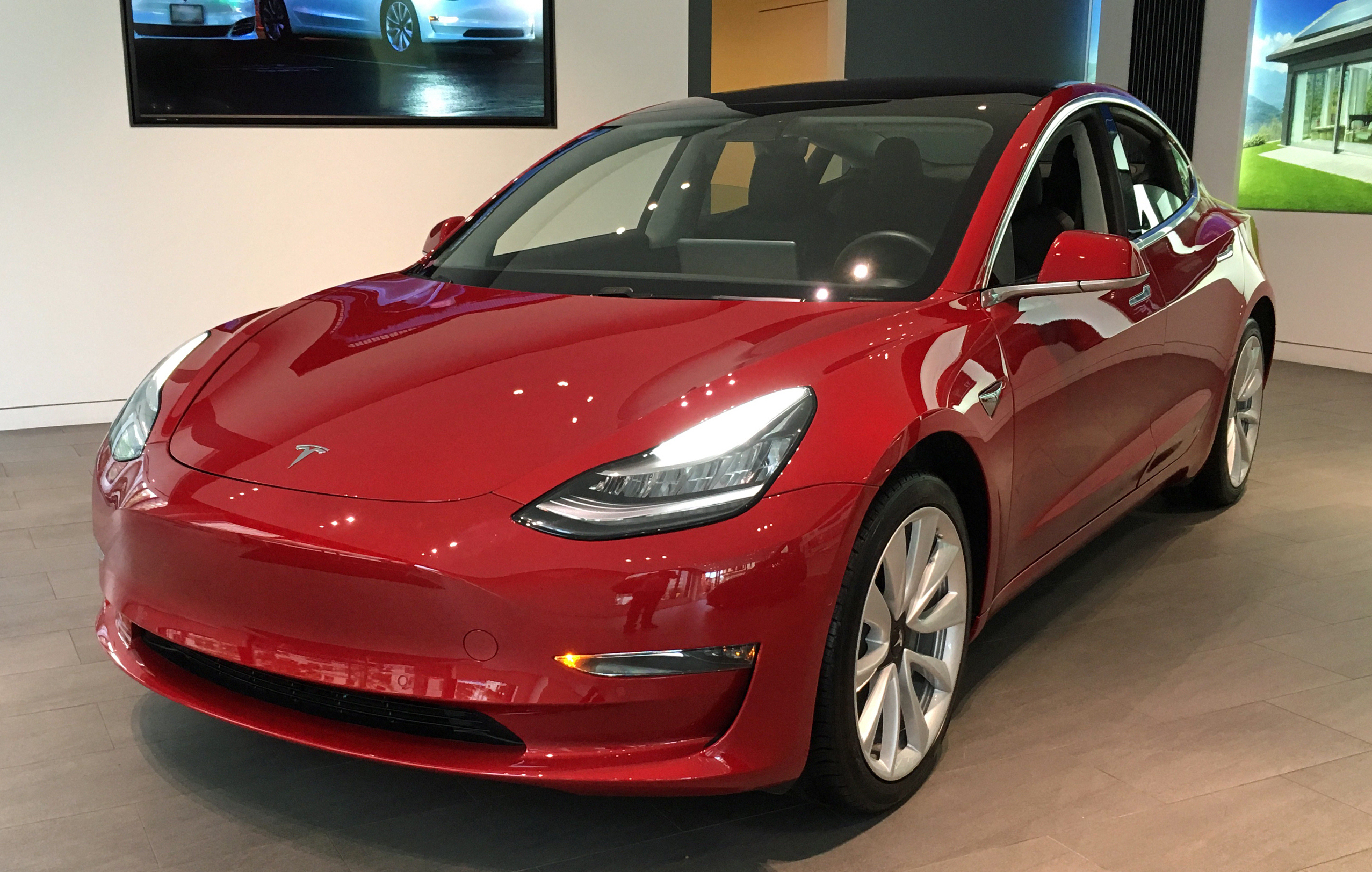
Teslas Fahrzeuge – hier ein Model 3 – werden mit NCA-Akkus angetrieben.

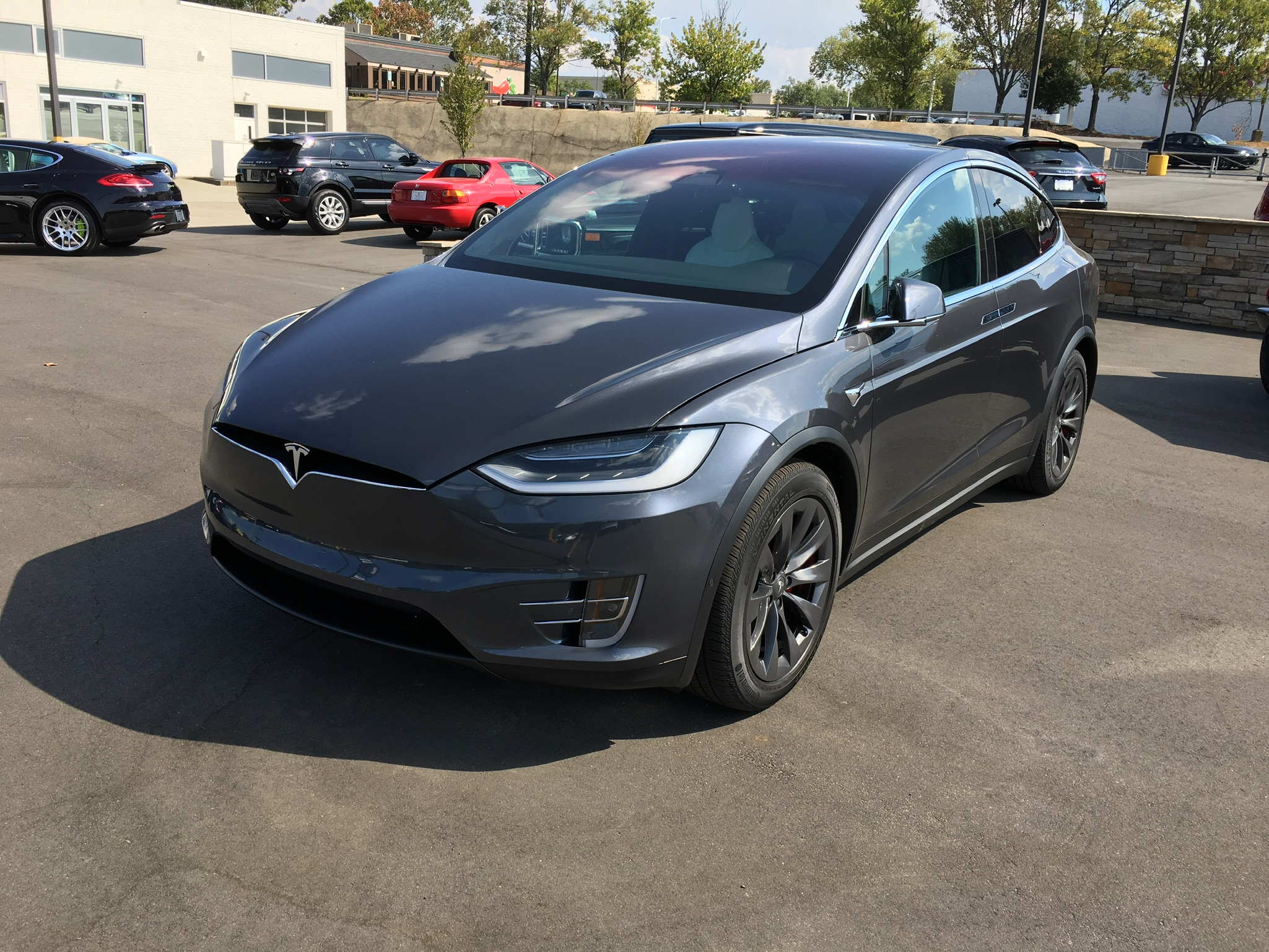
Auch die Motoren der Model-X-Reihe fahren mit Strom aus NCA-Akkus.

Tesla verwendet NCA als Aktivmaterial in den Antriebsbatterien seiner Elektroautos. In den Modellen Tesla Model S, Tesla Model X, Tesla Model 3 und Tesla Model Y wird LiNi0,84Co0,12Al0,04O2 eingesetzt. Mit wenigen Ausnahmen nutzten 2019 Elektroautos entweder NCA oder alternativ Lithium-Nickel-Mangan-Cobalt-Oxide NMC. Neben der Anwendung in Elektroautos wird NCA auch in Akkus für elektronische Geräte verwendet, vor allem von Panasonic, Sony und Samsung. Auch kabellose Staubsauger werden mit NCA-Akkus ausgestattet.

## Vorteile und Probleme
Vertreter der NCA-Stoffgruppe LiNixCoyAlzO2 mit x ≥ 0,8 nennt man nickelreich (englisch Ni-rich); sie sind die wichtigsten Vertreter der gesamten NCA-Stoffklasse. Die nickelreichen Varianten sind gleichzeitig cobaltarm und haben daher einen Kostenvorteil, da Cobalt relativ teuer ist. Außerdem steigen mit zunehmendem Nickelanteil auch die Spannung und damit die Energie, die in der Batterie gespeichert werden kann. Allerdings erhöht sich mit zunehmendem Nickelanteil auch die Gefahr des thermischen Durchgehens und der vorzeitigen Alterung der Batterie. Wenn eine typische NCA-Batterie auf 180 °C erhitzt wird, geht sie thermisch durch. Wenn die Batterie beim Aufladen zuvor überladen wurde, kann das thermische Durchgehen schon bei 65 °C einsetzen. Die Aluminiumionen im NCA erhöhen die Stabilität und die Sicherheit, aber sie verringern die Kapazität, da sie an Oxidation und Reduktion nicht selbst teilnehmen.

## Hersteller
Der wichtigste Hersteller von NCA-Akkus ist Panasonic bzw. Panasonics Kooperationspartner Tesla. Die wichtigsten Hersteller von NCA und ihre Marktanteile waren im Jahr 2015 Sumitomo Metal Mining mit 58 %, Toda Kogyo (BASF) mit 16 %, Nihon Kagaku Sangyo mit 13 % und Ecopro mit 5 %. Sumitomo beliefert Tesla und Panasonic und konnte im Jahr 2014 monatlich 850 Tonnen NCA herstellen. 2016 steigerte Sumitomo seine monatliche Produktionskapazität auf 2550 Tonnen, 2018 auf 4550 Tonnen. In China, im Kreis Tongren in der Provinz Qinghai, wird seit 2019 ein Werk aufgebaut, das zunächst 1500 Tonnen NCA monatlich herstellen soll.

## Modifikationen des Materials
Um NCA beständiger zu machen, insbesondere wenn die Batterie auch bei Temperaturen oberhalb 50 °C funktionieren soll, wird das NCA-Aktivmaterial gewöhnlich beschichtet. Die in Forschungsarbeiten genutzten Beschichtungen bestanden aus Fluoriden wie Aluminiumfluorid AlF3, aus kristallinen (z. B. CoO2, TiO2, NMC) oder glasartigen (SiO2) Oxiden oder aus Phosphaten wie FePO4.